# أندرو ألبيرز
أندرو ألبيرز هو لاعب كرة قاعدة كندي، ولد في 6 أكتوبر 1985 في نورث باتلفورد في كندا.

## وصلات خارجية
- أندرو ألبيرز على موقع دوري كرة القاعدة الرئيسي (الإنجليزية)
- أندرو ألبيرز على موقع الدوري الياباني لكرة القاعدة (الإنجليزية)
- أندرو ألبيرز على موقع دوري كوريا الجنوبية لكرة القاعدة (الإنجليزية)
- أندرو ألبيرز على موقعبيزبول رفرنس.كوم (الدوري الرئيسي) (الإنجليزية)
- أندرو ألبيرز على موقعبيزبول رفرنس.كوم (الدوري الثانوي) (الإنجليزية)
- أندرو ألبيرز على موقع إي إس بي إن.كوم (أم.أل.بي) (الإنجليزية)
- أندرو ألبيرز على موقع مشجعي الرسوم البيانية (الإنجليزية)
- أندرو ألبيرز على موقع اللجنة الأولمبية الكندية (الإنجليزية)